# École européenne de Karlsruhe
L'École européenne de Karlsruhe (ESK, ESKA ou Eskar en abrégé) est l'une des treize écoles européennes créées pour assurer un enseignement dans leur langue maternelle aux enfants dont les parents travaillent dans les institutions de l'UE. Elle regroupe une maternelle, une école primaire et un collège. Elle a été ouverte en 1962 dans la Waldstadt de Karlsruhe dans le sud-ouest de l'Allemagne pour les enfants des employés de l'Institut des transuraniens (ITU) (aujourd'hui Centre commun de recherche). Aujourd'hui, tout le monde, y compris les ressortissants de pays non membres de l'UE, peut s'y rendre à titre payant. L'école est contrôlée par tous les membres de l'UE et est une institution de droit public. L'offre va du jardin d'enfants au baccalauréat européen. L'ESK comprend les sections linguistiques D (germanophone), E (anglophone) et F (francophone). Dans ces sections, toutes les matières sont enseignées par des professeurs de langue maternelle. Néanmoins, elle ne fait pas formellement partie des établissement scolaire français à l'étranger, puisque l'organisme de tutelle est la Commission européenne et que les enseignants de la section francophone sont détachés par la France comme par la Belgique.
Indépendamment de la section linguistique, les élèves peuvent choisir une autre des 24 langues officielles de l'Union européenne comme langue maternelle et reçoivent alors, dans la mesure du possible, une heure de cours dans leur langue maternelle chaque jour de classe. Les élèves peuvent étudier jusqu'à cinq langues modernes, auxquelles s'ajoute le latin.

## Littérature
- 50 Jahre Europäische Schule Karlsruhe : 1962–2012 / Schola Europaea Karlsruhe von Hubert Demeersman (Hrsg.). Info Verlag 2012.  (ISBN 978-3-88190-723-1) DNB
- H. Deemersman. Die Europäische Schule in Karlsruhe und die Europäischen Schulen in Die Waldstadt in Karlsruhe: ein lebendiger Stadtteil im Grünen von Walter Hof und Hans-Michael Bender (Hrsg.). Info Verlag 2007.  (ISBN 978-3-88190-467-4) DNB